# 機関コース
機関コース（きかんコース）は、海事教育機関において海技従事者である機関士を養成するために設けられる過程に対してよく用いられる名称。
学校によっては、機関学科などといった名称も用いられる。
乗船履歴を有しない者を対象としているのが第一種養成施設、そうでない機関が第二種養成施設である。

## 座学科目
- 船員法・船舶法など各種法規
- 熱力学
- 流体力学
- 材料力学・材料学
- 電気工学・電子工学
- 内燃機関学
- タービン工学（蒸気タービン、ガスタービン）
- ボイラー工学
- プラント工学
- 推進論（プロペラ論）
- 油圧工学（油圧・空気圧ポンプ、油圧・空気圧モーター）
- 冷凍機学

## 実習科目
- 機械工作法（ガス溶接、電気溶接、旋盤等）
- 舶用機関運用
- 発電機運用（並列運転切り替え、ブラックアウト等）
- 機器管理・整備法

## 養成機関ごとの免状の異なり

### 大学・高専
商船高等専門学校、東京海洋大学や神戸大学などの一部過程の場合。
所定の課程を修了した者については三級海技士（機関）の筆記試験及び乗船履歴を免除する。

### 海上技術学校
海上技術学校の所定の課程及び乗船実習科を修了した者については、四級海技士（航海及び機関）の筆記試験ならびに乗船履歴を免除する。

### 水産・海洋高校
水産高等学校、海洋高等学校の一部過程の場合。
所定の課程を修了したものについては五級海技士（機関）の筆記試験を免除する。